# VeggieTales
VeggieTales, in het Nederlandse taalgebied uitgezonden als Groentesprookjes is een animatieserie voor kinderen en is gemaakt door Big Idea Productions. VeggieTales zijn verhalen met morele thema's die gebaseerd zijn op het christendom. Antropomorfe groenten spelen de hoofdrol.

## Geschiedenis
De serie is gemaakt door Phil Vischer en Mike Nawrocki. Zij wilden in hun videoreeks kinderen op een leuke manier kennis laten maken met verhalen en lessen uit de Bijbel.
Phil had oorspronkelijk in 1990 het plan om snackrepen de hoofdrol te laten spelen. Zijn vrouw was echter van mening dat dit een slechte invloed zou hebben op kinderen. Daarom tekende Phil een komkommer en andere groenten. Deze objecten waren met de toenmalige beperkingen van 3D-graphics gemakkelijker te animeren dan personages met ledematen, kleding of haar.
Phil ging vervolgens samenwerken met Mike Nawrocki, met wie hij poppenspelen vertoonde op de bijbelschool. Phil maakte in deze periode een poppenspel over "De prinses op de erwt", verteld uit het perspectief van de erwt. Dit poppenspel werd echter nooit vertoond. De schetsen hiervoor zijn uiteindelijk de basis geworden voor de VeggieTales.
De naam VeggieTales is bedacht door Mike Nawrocki, die VeggieTales een passende titel voor groenten die verhalen vertelden vond.
Waar Toy Story als de eerste animatiefilm met computerbeelden beschouwd wordt, is VeggieTales de eerste videoserie die dat soort animatie gebruikte, voordat Toy Story uitkwam.

## Series
- VeggieTales on TV! (Groentesprookjes op TV!) liep van 2006 tot 2009 als onderdeel van een kinderprogrammablok op de Amerikaanse televisie. De omroep NBC die de serie ook uitzond kreeg kritiek op de religieuze inhoud.[1]
- VeggieTales in the House (Groentesprookjes: Kom erin) en VeggieTales in the City (Groentesprookjes in de stad) waren de vervolgseries die liepen van 2014 tot 2017 en van 2017 tot 2019. Het betrof in totaal 75 afleveringen van 11 minuten elk.[2] De serie In the City werd ook uitgezonden op Netflix.[3][4]
- The VeggieTales Show (De Groentesprookjes show) was de derde serie die liep van 2019–2022. Deze werd behalve op televisie en religieuze kanalen ook uitgezonden via youtube.[5]

## Cast

### Amerikaans
De originele Amerikaanse cast bestond uit:
- Bob Tomaat: Phil Vischer
- Larry Komkommer: Mike Nawrocki
- Asperge Junior: Lisa Vischer
- Jimmy Pompoen: Phil Vischer
- Jerry Pompoen: Mike Nawrocki
- Dhr Nezar: Phil Vischer